# Дејвид В. Грифит
Дејвид В. Грифит (енгл. David Wark Griffith; рођен је 22. јануара 1875. у ЛеГранџу у Кентакију, умро 23. јула 1948. у Холивуду), амерички филмски редитељ и продуцент који је унео револуцију у филмове драмског жанра и основао савремену технику овог уметничког облика.
Стекавши сценско искуство у путујућим глумачким групама, почео је да пише и продаје филмска сценарија компанији Биограф. Та компанија ће га касније запослити као режисера 1908 —1913. Режирао је преко четиристо филмова за Биограф. Много је допринео на плану усавршавања и усложњавања филмске технике, готово сва открића филмског израза се везују за њега и њима се служи већина најнапреднијих продуцената данашњице, од крупног плана, тотали какви су први пут представљени у филму Рамона, промена планова (switchback), одржавање неизвесности (suspense), ритмичка природа монтаже, до травелинга и креативне употребе вештачког светла и затамњења (fade out) и уздржаност израза. Овим иновацијама подигао је филмску глуму на виши ниво чиме је филм добио статус праве уметности. Радио је са будућим звездама холивидске глуме Мери Пикфорд, Лилијен Гиш, Меком Сенетом и Лајонелом Баримором. Његове епске драме Рађање једне нације 1915. и Нетрпељивост 1916. извршиле су велики утицај на синеасте. Један је од саоснивача корпорације Јунајтед артистс 1919. Познати су његови филмови: Бекство, Доме, слатки доме, Сломљени пупољци 1919, Тамо на истоку 1920, Сирочад у олуји 1921, Пад Вавилона, Америка. Своју богату редитељску каријеру окончао је остварењима Абрахам Линколн 1930. и Борба 1930. Грифит се данас сматра једном од кључних фигура у историји филма, међутим, није био довољно цењен као комплетан филмски стваралац све док 1982. Френсис Форд Копола није финансирао реконструкцију оригиналне, никад приказане, верзије Нетрпељивости из које се коначно сазнало за енорман допринос овог синеасте антиципирању садржинских и формалних основа готово свих каснијих жанрова.

## Биографија
Грифит је рођен на фарми у округу Олдам у држави Кентaки, син Џејкоба Варка „Роринг Џејке” Грифита, пуковника конфедерацијске војске у Америчком грађанском рату, који је изабран за законодавца државе Кентаки и Мери Перкинс (рођена Оглсби). Грифит је одгајан као методиста, и похађао је школу у којој га је подучавала његова старија сестра Мати. Отац му је умро кад му је било десет година, и породица се борила са сиромаштвом.
Када је Грифит имао 14 година, његова мајка је напустила фарму и преселила породицу у Луивил у Кентакију; тамо је отворила пансион, који је недуго затим пропао. Грифит је потом напустио средњу школу како би помогао породици, запосливши се у продавници суве робе, а касније у књижари. Креативну каријеру је започео као глумац у турнејским компанијама. У међувремену, учио је како да постане драмски писац, али је имао мало успеха у томе. Само једна његова представа била је прихваћена за извођење. Он је путовао у Њујорк Сити 1907. године у покушају да прода сценарио Едвину Портеру, продуценту Едисон Студија; Портер је одбио сценарио, али му је уместо тога дао глумачку улогу у филму Спасен из орловског гнезда. Тада је одлучио да постане глумац и појавио се у многим филмовима као статиста.
Дејвид В. Грифит након што је 1905. први пут одгледао неки филм изјавио да свакога ко у овоме ужива треба убити. Искључиво због сиромаштва прихватио је да глуми у Портеровом филму из 1907. Спашен из орловог гнезда (Rescued from an Eagle's Nest). У периоду од 1908. до 1913. режирао је или надгледао нешто више од четиристо педесет филмова. Обликовао је основне елементе кинематографије у језик и синтаксу. Грифит је ставио лепоту и поезију у јефтини и дречави облик забаве изјавио је Ерих фон Штрохајм који је током сарадње са њим прешао пут од статисте до помоћника редитеља. Ипак, током већег дела овог периода, Грифит углавном није био свестан да уводи промене у филмску експресију. Он је интуитивно усавршавао и проширивао постојеће филмске технике и спајао их са конвенцијама викторијанске уметности, књижевности и драме како би што делотворније испричао своје приче. У поменутих пет година Грифит је у потпуности савладао филмску форму. У свом редитељском дебију филму Доживљаји мале Доли (The Adventures of Dollie, 1908) и поред нескладне мешавине реализма и отрцане мелодраме остварио је истинктиван наративни ток и симетрију. Пажљиво је радио на композицији кадра како би испунио читав екран, често је користио дубински кадар и општи план ради повећања напетости. Током читавог филма правио је резове на покрет и тиме је омогућио да садржај приче утиче на положај камере и тренутак реза. Доприносио је филмском ритму и непроменљивости филмске географије. Кроз рад на великом броју филмова имао је прилику да експериментише са фимском граматиком и реториком. У својим најранијим филмовима истраживао је могућности флешбека, субјективне тачке посматрања и удаљености камере. Показао је да су појединачни кадрови филмске јединице које се могу монтирати тако да створе смислену секвенцу и када не постоји конкретна драмска логика која их повезује. Филм Усамљена вила (The Lonely Villa, 1909) садржи педесет два засебна кадра, а траје само дванаест минута чиме је сценарио добио на динамичности и напетости. Менаџери компаније Биограф су сматрали да ће оваква наративна техника збунити публику. Грифит је одговорио:Не пише ли и Дикенс тако ? Грифитове визуелне метафоре су претходиле совјетској теорији асоцијативне, тј. интелектуалне монтаже. Монтажа атракција (montage of attractions) Сергеја Ејзенштајна користила је приказивање паралелних догађаја и емоција искључиво филмским техникама. У сваком свом следећем филму је Грифит усавршавао филмску технику. Филм Шпекулација са пшеницом (A Corner in the Wheat, 1909) најавио је повећано занимање за садржај појединачне филмске сличице и њеног мизансцена (mise-en-scene). Да би обликовао и продубио кадар и употпунио реалистичне екстеријере Грифит се решио осликане позадине и прибегао домаћим реквизитима како би створио различите углове. Открио је важност Портерових швенкова и фарова (tracks) за филмску изражајност. У филму Телеграфискиња из Лоундејла (The Lonedale Operator, 1911) користио је чак и паралелну монтажу између фарова. У филму Пијанчево обраћање (The Drunkard's Reformation, 1909) помоћу вештачког осветљења створио је илузију ватре. У филму Пипа пролази (Pippa Passes, 1909) користио је технику која ће касније постати позната као ''рембрантовско осветљење'', и као средство карактеризације и обликовања приче. Графичке технике, као што су претапање, затамњење, затварање или отварање кадра ирисом, тј. блендом и маска, служиле су за обликовање приче, док су подељена слика (split screen) и умекшана слика (soft focus) повремено коришћени ради додатних ефеката.
Уводећи глумачке пробе утицао је и на уметност глуме. Био је свестан да на екрану чак и најдискретнији гест или израз лица може да делује преувеличано и инсистирао је да се глумци држе принципа уздржаности и утврђеног низа покрета и маниризма који јасно представљају одређене емоције, црте личности и психолошка стања. На његов избор глумаца утицала је првенствено њихова телесна грађа. Саставио је своју глумачку екипу у којој су били и неки од водећих глумаца немог филма: Лилијан и Дороти Гиш, Мери Пикфорд, Бланш Свит, Лајонел Баримур, Доналд Крисп, Хенри Б. Волтхол и Волас Рид. Његова свестраност у снимању једноролних филмова често се занемарује. Поред мелодрама, трилера и књижевних адаптација режирао је и верске алегорије Ђаво (The Devil, 1908), историјске филмове 1776 и 1909, моралистичке приче (The Way of the World, 1910), сеоске романсе Сеоски Купидон (A Country Cupid, 1911), друштвене критике Мускетари из Пиг Елија (The Musketeers of Pig Alley, 1912), сатире Њујоршки шешир (The New York Hat, 1912), вестерне Битка код Елдбруш Галча (The Battle of Eldbrush Gulch, 1913). Захваљујући свим тим остварењима, филм је задобио друштвени углед и поштовање, али и поред својих достигнућа, Грифит је за већину јавности остао непознат. До 1913. године Грифит је схватио да свој циљ откривања истине може на прави начин да оствари само у дугометражном филму. Ослонио се на претходнике. Први дугометражни филм Прича о Келијевој банди (The Story of the Kelly Gang, 1906) снимио је Чарлс Тејт у Аустралији. Међутим, већи утицај на Грифита имали су француски уметнички филм (film d’art) Краљица Елизабета (Queen Elizabeth, 1912) и италијански спектакл Кво вадис (Quo Vadis, 1913). Његов дворолни филм Енох Арден (Enoch Arden, 1911) је приказан у два дела и то га је наљутило. Године 1913. Почео је тајно да ради на библијском спектаклу на четири ролне Јудита од Бетулије (Judith of Bethulia, 1913). Тај филм чији је буџет износио незапамћених осамнаест хиљада долара предочио је све врлине и слабости Грифита као редитеља. Сценографија и костими били су изузетно аутентични, ток филмске приче економичан, а глума изванредна. Монтажа масовних сцена битака, које ни у једном тренутку нису засениле личну трагедију појединца, омогућила је оно што је Сергеј Ејзенштајн касније назвао постизањем емотивног шока путем супротстављених слика. Међутим, у тежњи да овај филм учини великим и значајним, Грифит је занемарио експериментисање и показао своју интелектуалну плиткост. Његова визија није била усклађена са разрађеним мелодрамама које је сматрао високом уметношћу. Зато је сентименталност, претенциозност и политичка наивност прожимала већину Грифитових каснијих остварења. То се односи и на његове најпознатије филмове Рођење једне нације (The Birth of a Nation, 1915) и Нетрпељивост (Intolerance, 1916).
Све што је научио током приправничког периода Грифит је искористио у филму Рађање једне нације, адаптацији два романа Томаса Диксона о Грађанском рату, Леопардове пеге и Човек из клана. Многе кинематографске одлике овог филма завређују похвалу: аутентична реконструкција тог периода, драматичне историјске сцене, ноћна фотографија, накнадно бојење кадрова (tint) и врхунска монтажа. Укупно 1544 кадра је повезано у једну уверљиву причу. Међутим, главно обележје филма је расизам који је умногоме утицао и на повратак популарности Кју-клукс-клана и изазвао талас протеста. Ипак, тај филм је постигао огроман финансијски успех и надокнадио је трошкове буџета продукције за само два месеца. Велики део зараде уложен је у филм Нетрпељивост, који је био Грифитов одговор на непријатељску реакцију јавности на Рађање једне нације. Преплићући четири различите приче које се дешавају у временском размаку од 2 500 година, Грифит је имао жељу да покаже како су истину одувек угрожавале дволичност и неправда. Тематска недоследност и идеализам решења коштали су на крају филм успеха. Ипак, тај филм се може да похвали изузетним техничким елементима, као што су фар, који приказује огромну сценографију Вавилона, сцене битака, приказивање личних тренутака и апстрактна, односно експресивна монтажа, којом су уједињени појединачни сегменти. Публику је, међутим, збунио необични стил тог филма и одбио је његов проповедни тон. Због овог неуспеха Грифит је испаштао до краја каријере. Поред тога, студио му је ограничавао креативну слободу и Грифитов рад је постао све више конвенционалан и старомодан, склон понављању и сентименталности и поред добрих филмова као што су Сломљени цветови (Broken Blossom, 1919) и Сирочад олује (Orphans of the Storm, 1922). Политика филмских студија је ограничавала и многе друге креативне филмске ствараоце.
Грифитов последњи филм је Борба (The Struggle, 1931). Тај филм је доживео неуспех и био је принуђен да се следећих седамнаест година повуче из делатности чијем развоју је допринео у изузетној мери.